# NASL Soccer
NASL Soccer, também conhecido por Intellivision Soccer, é um Jogo eletrônico de futebol, baseado na North American Soccer League, que foi lançado em 1979 para o console Intellivision, sendo um dos primeiros jogos eletrônicos da história. Ele é considerado o primeiro Jogo eletrônico de futebol para consoles, uma vez que ele foi o primeiro a, de fato, levar para a tela da TV algo mais parecido com o que era uma partida de futebol. O ponto de vista isométrico e o campo com scrolling criados pelo jogo dominariam os games de futebol a partir dos anos 1990.
O jogo seria relançado em 1982, com o nome de International Soccer, para Atari 2600.

## Receptividade
O NASL Soccer foi destacado pelo Guia de Jogos Eletrônicos de 1982 da Revista Video Magazine, onde a jogabilidade e a implementação do jogo (sua perspectiva de três quartos e o playfield de rolagem) foram identificados pelos revisores, tornando-o "fascinante mesmo para aqueles que não se importam com o esporte real".

### Prêmios e Indicações
| Ano  | Prêmio                  | Categoria        | Resultado | Ref.  |
| ---- | ----------------------- | ---------------- | --------- | ----- |
| 1981 | 2nd annual Arkie Awards | Best Sports Game | Venceu    | [ 5 ] |